# Puycapel
Puycapel község Franciaország Auvergne-Rhône-Alpes régiójában, Cantal megyében. Új községként 2019. január 1-jén jött létre Calvinet és Mourjou községek egyesítésével. A két korábbi község delegált község státusszal az új község része lett. Lakosainak száma 724 fő (2022. január 1.).

## Népesség
| Lakosok száma | 783  | 753  | 745  | 739  | 732  | 724  |
|               | 2017 | 2018 | 2019 | 2020 | 2021 | 2022 |